# Antoine d'Orléans (1775-1807)
Pour les articles homonymes, voir Antoine d'Orléans.
 (mars 2016).
Si vous disposez d'ouvrages ou d'articles de référence ou si vous connaissez des sites web de qualité traitant du thème abordé ici, merci de compléter l'article en donnant les références utiles à sa vérifiabilité et en les liant à la section « Notes et références ».
Antoine-Philippe d’Orléans, né le 3 juillet 1775 à Paris et mort le 18 mai 1807 à Salt Hill, duc de Montpensier, est un prince du sang français membre de la maison d’Orléans.

## Biographie
Fils cadet de Louis-Philippe d’Orléans (1747-1793), duc de Chartres puis duc d’Orléans et de la duchesse née Marie-Adélaïde de Bourbon, « Mademoiselle de Penthièvre », fille de Louis-Jean-Marie de Bourbon, duc de Penthièvre, Antoine-Philippe d'Orléans naît au Palais-Royal à Paris le 3 juillet 1775 et est ondoyé le même jour par Jean-Baptiste Talon, aumônier du duc d'Orléans, en présence de Jean-Jacques Poupart, curé de l'église Saint-Eustache à Paris et confesseur du roi.
Le 12 mai 1788, Antoine-Philippe d'Orléans est baptisé, le même jour que son frère aîné Louis-Philippe, duc de Valois (puis de Chartres puis duc d'Orléans, en 1793, et futur roi des Français), dans la chapelle royale du château de Versailles par l'évêque de Metz Louis-Joseph de Montmorency-Laval, aumônier de la cour, en présence d'Aphrodise Jacob, curé de l'église Notre-Dame de Versailles. Leur parrain est le roi Louis XVI, leur marraine la reine Marie-Antoinette.
Il est élevé avec son frère auquel une profonde affection le lie. Ils ne seront séparés que pendant la Terreur et les événements qui suivront, entre 1793 et 1797.
En 1791, à l'âge de 16 ans, il est nommé sous-lieutenant dans le régiment de son frère, alors duc de Chartres, dit le « Général Égalité », en qualité d'aide de camp. Il est nommé adjudant général avant la bataille de Jemappes, à laquelle il participe comme son frère. À Paris au moment du procès de Louis XVI, il tente, mais sans succès, de convaincre son père de ne pas voter la mort du roi. Alors adjudant général à l'armée du Var, il est décrété d'arrestation en même temps que tous les Bourbons en avril 1793 et incarcéré au fort Saint-Jean à Marseille. Il y contracte la tuberculose (qui finira par l'emporter en 1807).
Le 13 fructidor an IV (30 août 1796), le Directoire décide enfin son élargissement et ordonne qu'il soit transféré à Philadelphie où le chargé d'affaires de la République française aux États-Unis doit lui verser une pension annuelle de 15 000 francs. Il s'embarque le 5 novembre 1796.
C'est alors qu'est conçu son fils naturel, Jean-Antoine-Philippe Dentend (1797-1858), qui  deviendra le notaire de la maison d'Orléans (à ce titre, il sera chargé de rédiger l'acte de donation des biens personnels de Louis-Philippe à ses enfants juste avant son accession au trône en 1830).
En février 1797, accompagné de son frère puîné le comte de Beaujolais, il rejoint son frère aîné à Philadelphie. Pendant deux années, ils voyagent en Nouvelle-Angleterre, dans la région des Grands Lacs et le Mississippi. Ils rentrent en Europe en 1800 et s'installent en Angleterre, à Highshot House (l'immeuble est détruit en 1927), sur Crown Road à Twickenham.

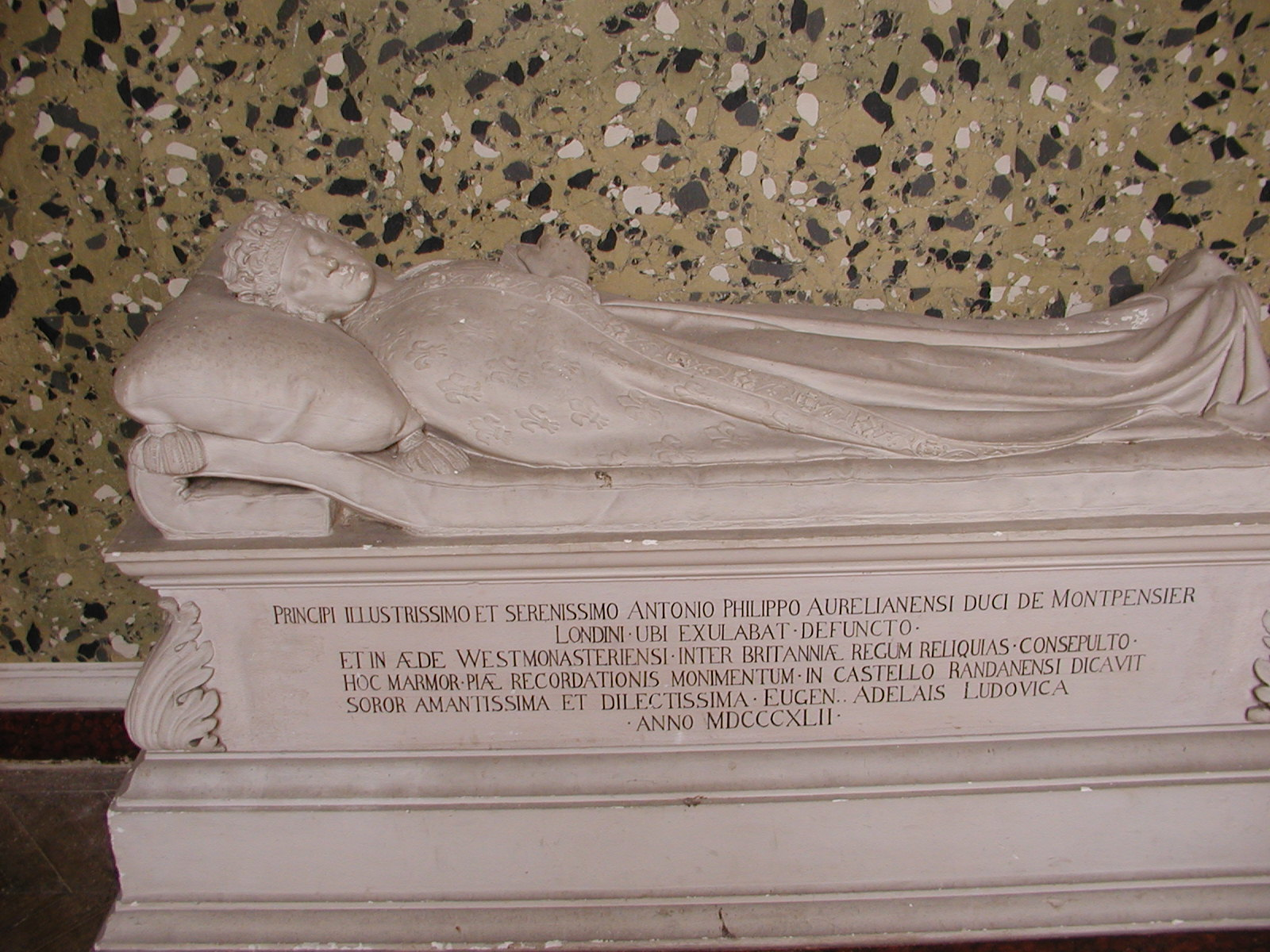
Gisant édifié par sa sœur, Adélaïde d'Orléans, au domaine royal de Randan.

En 1807, la tuberculose pulmonaire qu'il avait contractée, tout comme le comte de Beaujolais, connait une aggravation. Le duc d'Orléans veut alors l'emmener dans le Devonshire pour qu'il y bénéficie du bon air mais à douze miles de Twickenham, ils doivent s'arrêter dans une auberge à Salthill (près de Windsor). Il a une crise d'étouffement, refuse l'éther qu'on veut lui administrer, murmure à l'adresse de son frère en anglais « Give me your hand, I thought I was dying » (« Donne-moi ta main, j'ai cru que je mourais »)[réf. nécessaire] et meurt.
Louis-Philippe fait célébrer un service funèbre à la chapelle catholique de King Street à Londres, auquel assiste son cousin le futur Charles X, et obtient, grâce à Édouard-Auguste de Kent, que son frère ait une sépulture à l'abbaye de Westminster.
Une rue de Paris porte son nom.

## Titulature
- 3 juillet 1775 - 23 juin 1790 : Son Altesse Sérénissime Antoine d'Orléans, duc de Montpensier, prince du sang de France ;
- 14 septembre 1791 - 15 septembre 1792 : prince Antoine d'Orléans.

## Activité picturale
Élève du peintre Mirys, Antoine-Philippe d'Orléans s'adonna à la peinture et à la lithographie sous la conduite de Philippe André[Qui ?]. Une lettre d'Henri Bouchot nous indique qu'il aurait appris la lithographie en 1800 par Aloys Senefelder (inventeur du procédé). Il a laissé plusieurs incunables lithographiques datés de 1805 et de 1806 qui sont conservés au Cabinet des estampes de la Bibliothèque nationale de France. Parmi celles-ci, son autoportrait qui fait face à son frère, le duc d'Orléans, futur Louis-Philippe. On connaît aussi de lui :
- Portrait de Symonds mendiant de Kingston sur la Tamise, tableau peint en 1804, conservé de nos jours au musée Condé à Chantilly ;
- Paysage d'imagination, tableau peint en 1805, idem[3].

Le roi Louis-Philippe conservait dans sa collection personnelle cinq autres peintures.

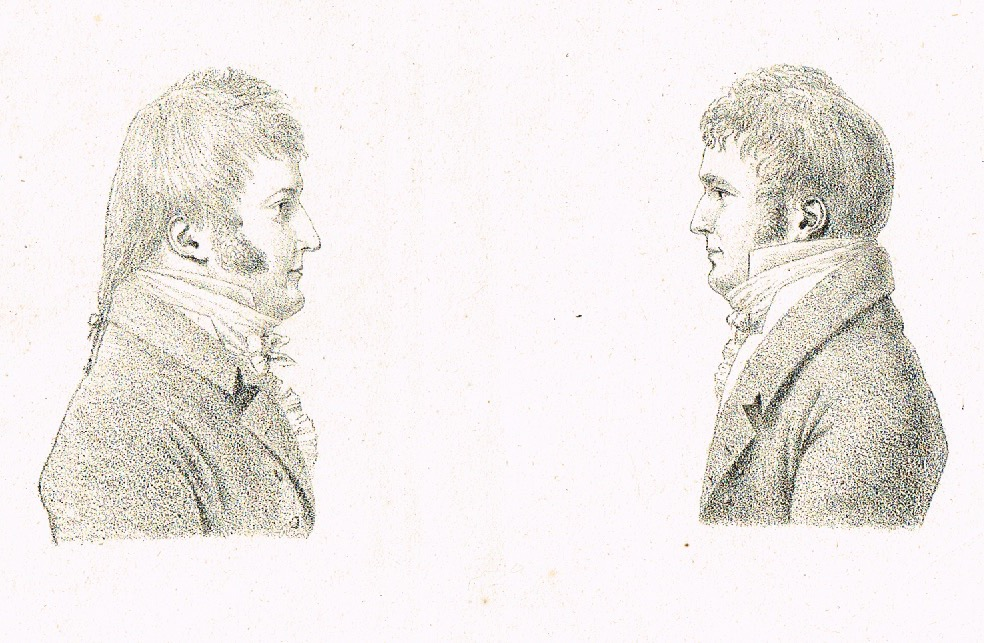
Portraits du duc d'Orléans et du duc de Montpensier en 1805.

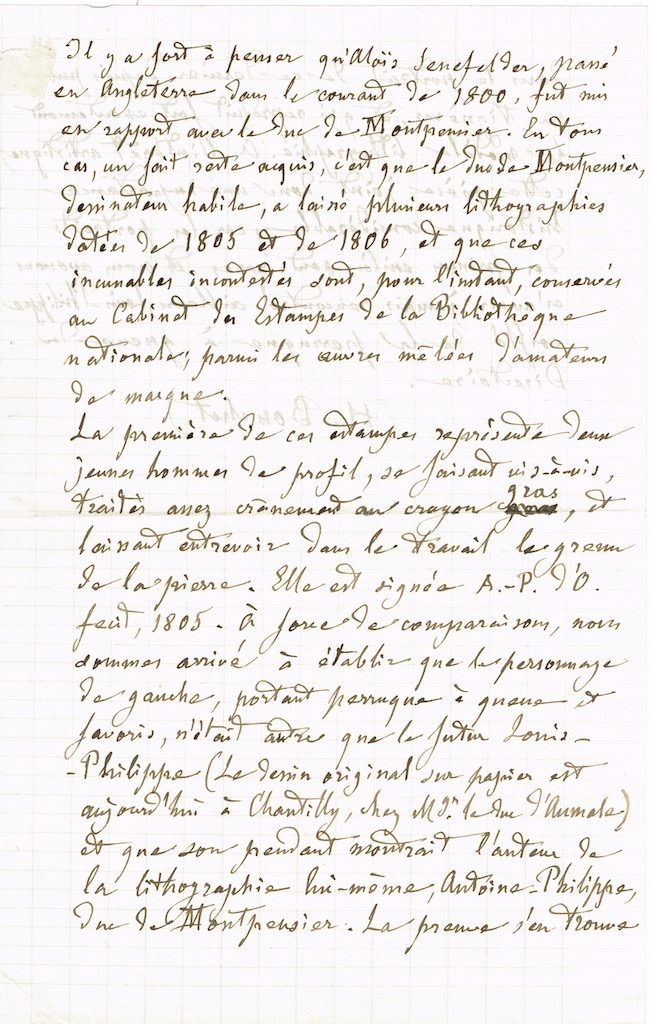

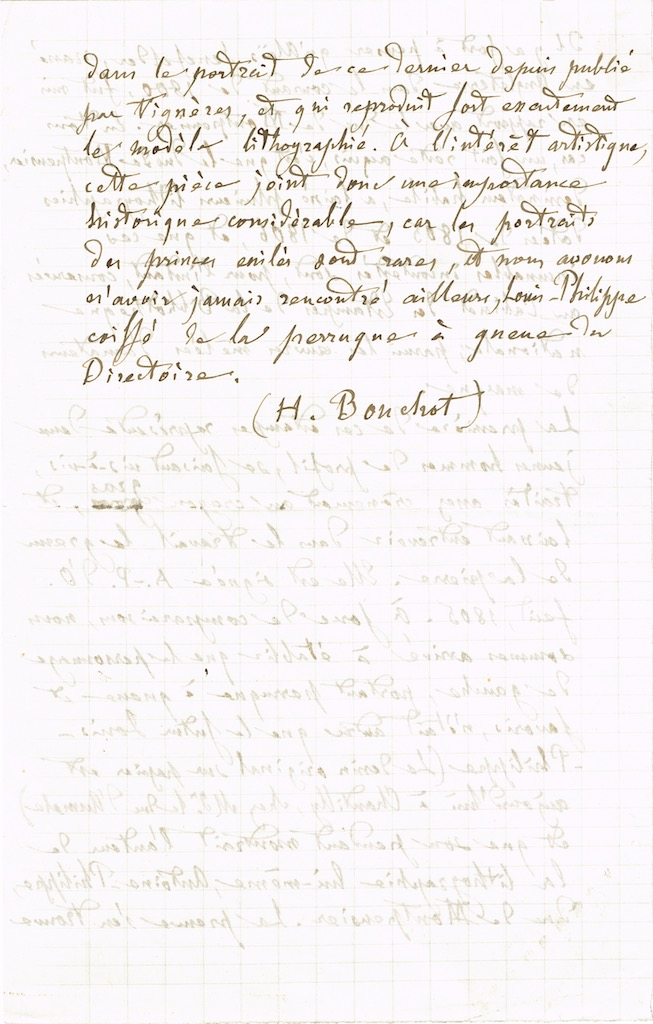